# أنتوني كيلي (فنان قتالي)
أنتوني كيلي (بالإنجليزية: Anthony Kelly)‏ هو فنان قتالي أسترالي، ولد في 1 أبريل 1964 في آرمدال في أستراليا.